# Grzegorz Rafiński

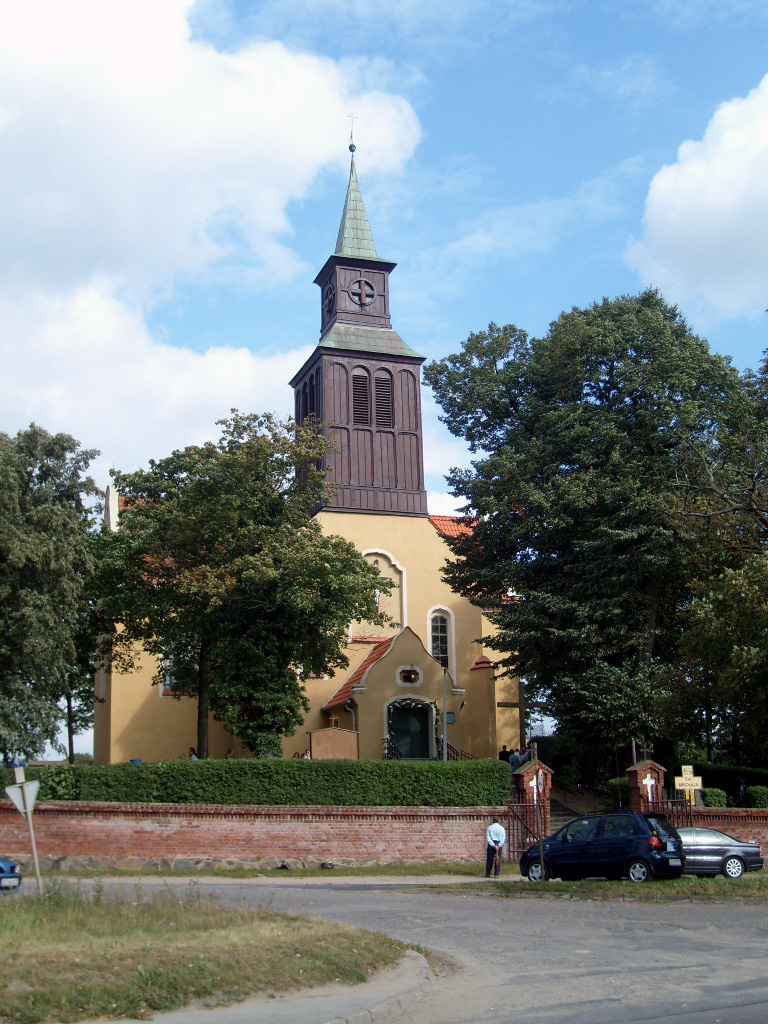
Kościół parafii św. Mikołaja w Łęgowie

Grzegorz Rafiński (ur. 26 maja 1954 w Gdańsku) – polski prezbiter rzymskokatolicki, biblista, kanonik.

## Życiorys
Święcenia kapłańskie przyjął 21 stycznia 1979. 29 marca 1993 został proboszczem parafii św. Mikołaja w Łęgowie. 
Doktor nauk teologicznych ze specjalnością biblistyka (temat dysertacji: "Duch świata" - "Duch z Boga". Problem podłoża historyczno-religijnego 1 Kor 2,12, Akademia Teologii Katolickiej w Warszawie 1985). Ukończył z tytułem naukowym licencjata studia podyplomowe w Rzymie (1991). Pracował na Wydziale Teologicznym Uniwersytetu Kardynała Stefana Wyszyńskiego w Warszawie. 
Kapelan Jego Świątobliwości, kanonik honorowy Kapituły Kolegiackiej Gdańskiej. Od 1985 wykładowca Pisma Świętego w Gdańskim Seminarium Duchownym. 
Członek komitetu redakcyjnego Studiów Gdańskich. Autor książki Dziewięć Pawłowych błogosławieństw (Pelplin 1999, ISBN 83-87668-67-2), w której zawarta jest synteza myśli św. Pawła z trzynastu listów kanonicznych.
Dzięki jego staraniom parafii św. Mikołaja w Łęgowie nadano w 2008 tytuł Sanktuarium Matki Bożej. Jest prezesem Parafialnego Klubu Sportowego Salus oraz koordynatorem budowy hali sportowej w Łęgowie, która w grudniu 2008 r. została otwarta.
Za sprawą jego zabiegów do kościoła w Łęgowie powróciły dwa dzwony wywiezione podczas wojny do Niemiec.
Człowiek kwietnia 2008 według lokalnego, trójmiejskiego wydania Gazety Wyborczej. Inicjator przyznawanej od 2013 r. dorocznej nagrody Człowieka Pojednania i Pokoju.

## Wybrane publikacje
- Rola charyzmatu prorockiego we wspólnocie Janowej (J 16,12-15 i l J), "Studia Gdańskie" 1992, t. 8
- Adresaci Ewangelii: funkcja retoryczna l Kor 2,6-3, 4 w 1 Kor l-4, "Studia Gdańskie" 1992, t. 8
- Metoda retoryczna we współczesnej biblistyce, "Ruch Biblijny i Liturgiczny" 1993, t. 46, nr 3/4
- Źródło, treść i adresaci Objawienia (Mt 11, 25-30), "Studia Gdańskie" 1995, t. 10
- Pawłowe pojęcie charyzmatów, "Duch Odnowiciel. Kolekcja Communio" 1998, t. 12
- Pawłowe doświadczenie Boga objawiającego się w Chrystusie [w:] Słowo Twoje jest prawdą. Księga pamiątkowa dla Księdza Profesora Stanisława Mędali CM w 65 rocznicę urodzin pod red. ks. prof. Waldemara Chrostowskiego, Warszawa 2000
- Chrześcijańskie doświadczenie daru usprawiedliwienia, "Studia Gdańskie" 2001, t. 14